# کوفای

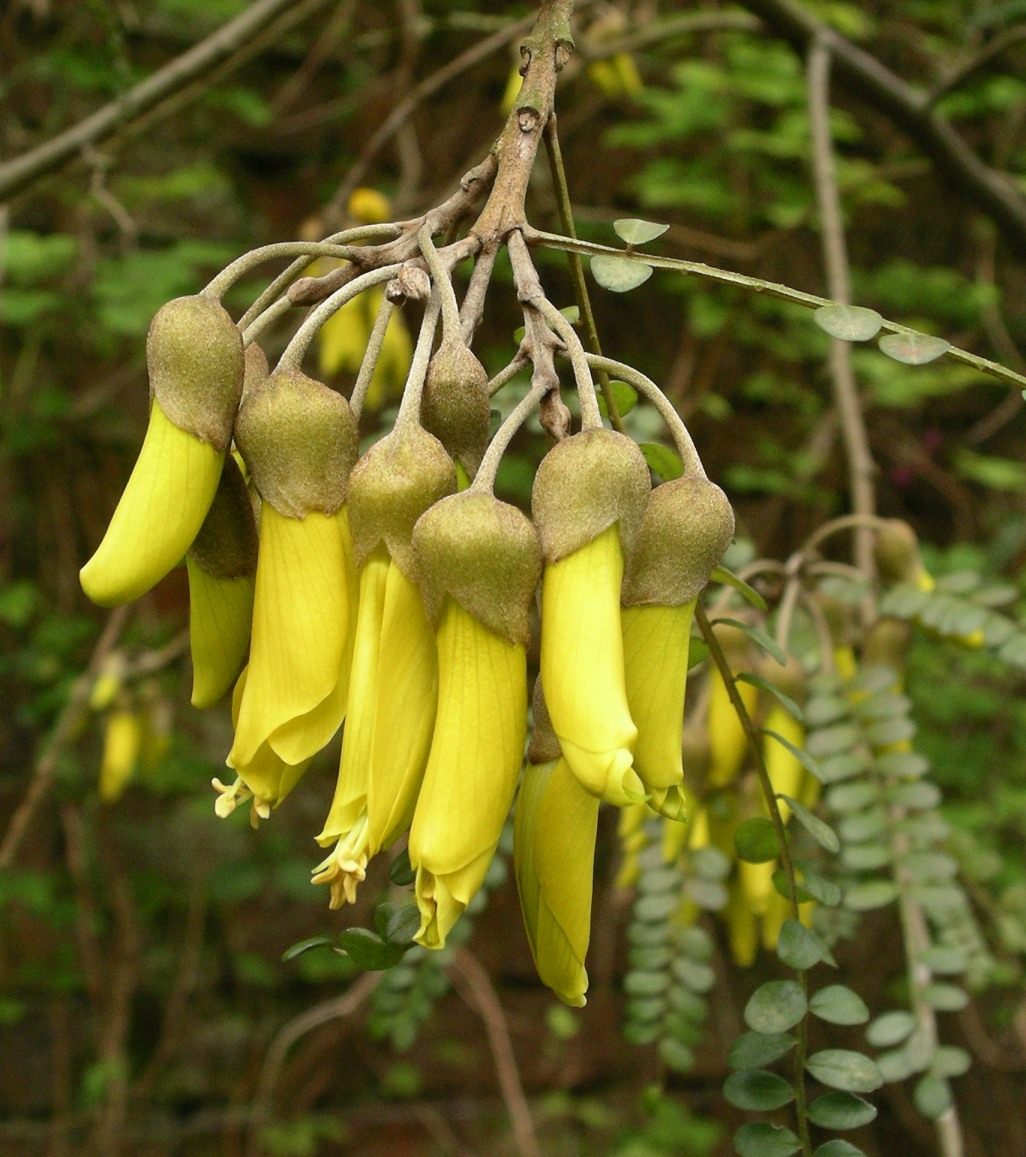
گل کوفای

کو-وای که در زبان مائوری (بومیان نیوزیلند)، کوفای تلفظ می‌شود درخت کوچکی از جنس تلخ‌بیان در خانواده باقلائیان است. این سرده (جنس) هشت گونه دارد که Sophora microphylla و S. tetraptera اهمیت بیشتری دارند. تمام گونه‌های Sophora بومی نیوزلند هستند. زیستگاه طبیعی آنها در کنار جویبارها و در حاشیه جنگل، در مناطق پست یا فضای باز در کوهستان‌هاست. درختان کوفای در سرتاسر نیوزلند رشد می‌کنند و در بسیاری از خانه‌ها برای تزئین کاشته می‌شوند. در خارج از نیوزلند، کوفای معمولاً به آب و هوای معتدل دریایی محدود می‌شود.
گلهای کوفای به‌طور غیررسمی به‌عنوان گل ملی نیوزلند در نظر گرفته می‌شوند.
کلمه kōwhai نیز در زبان مائوری به معنی رنگ زرد است که اشاره به رنگ گل‌ها دارد.
هشت گونه کووای عبارتند از:
- Sophora chathamica، کووای ساحلی
- Sophora fulvida
- Sophora godleyi
- Sophora longicarinata

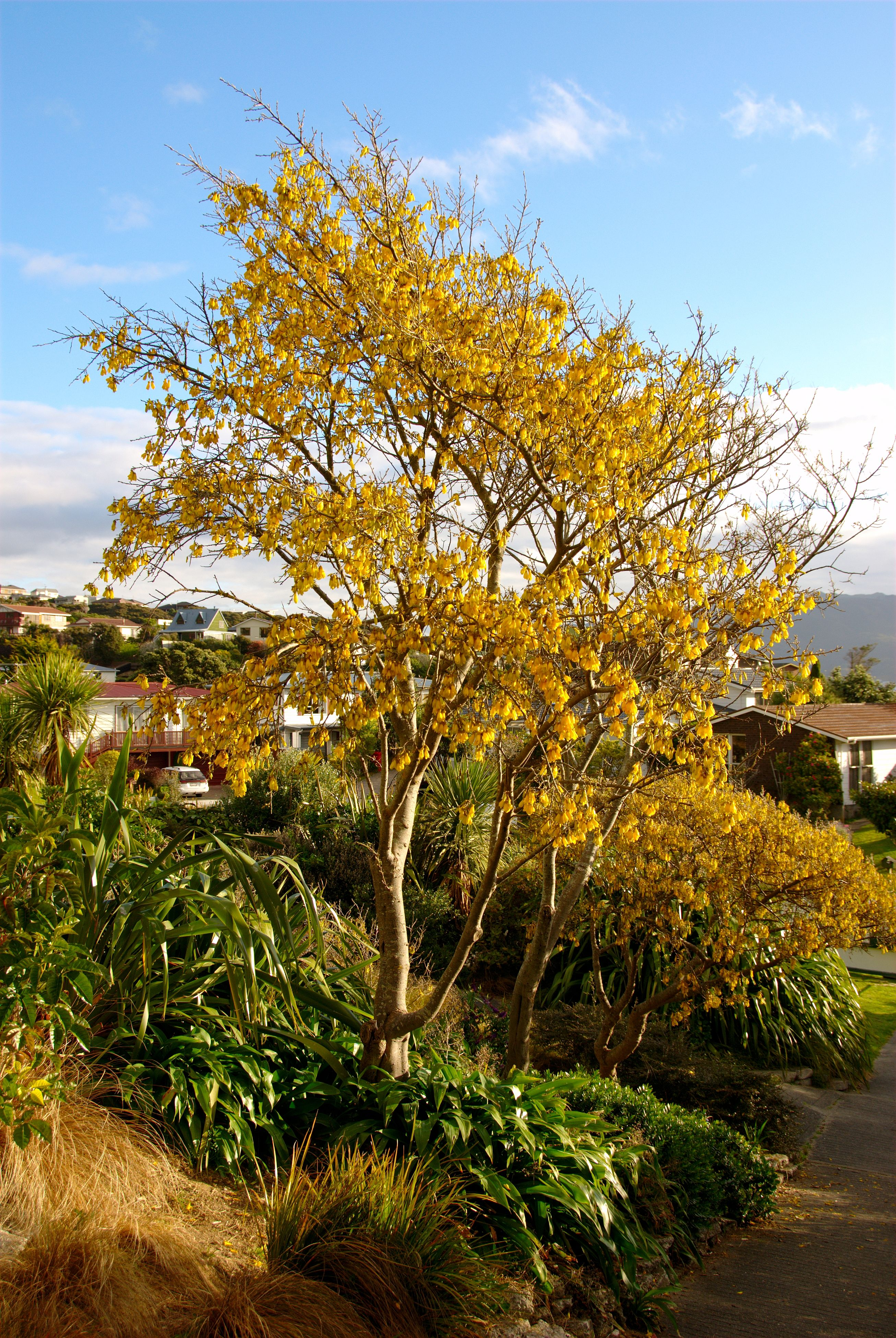
گلهای کوفای معمولأ پیش از ظهور برگ‌ها در بهار باز می‌شوند.

- Sophora microphylla، کووای کوچک‌برگ
- Sophora molloyi
- Sophora prostrata
- Sophora tetraptera با برگ بزرگ[۵][۶]

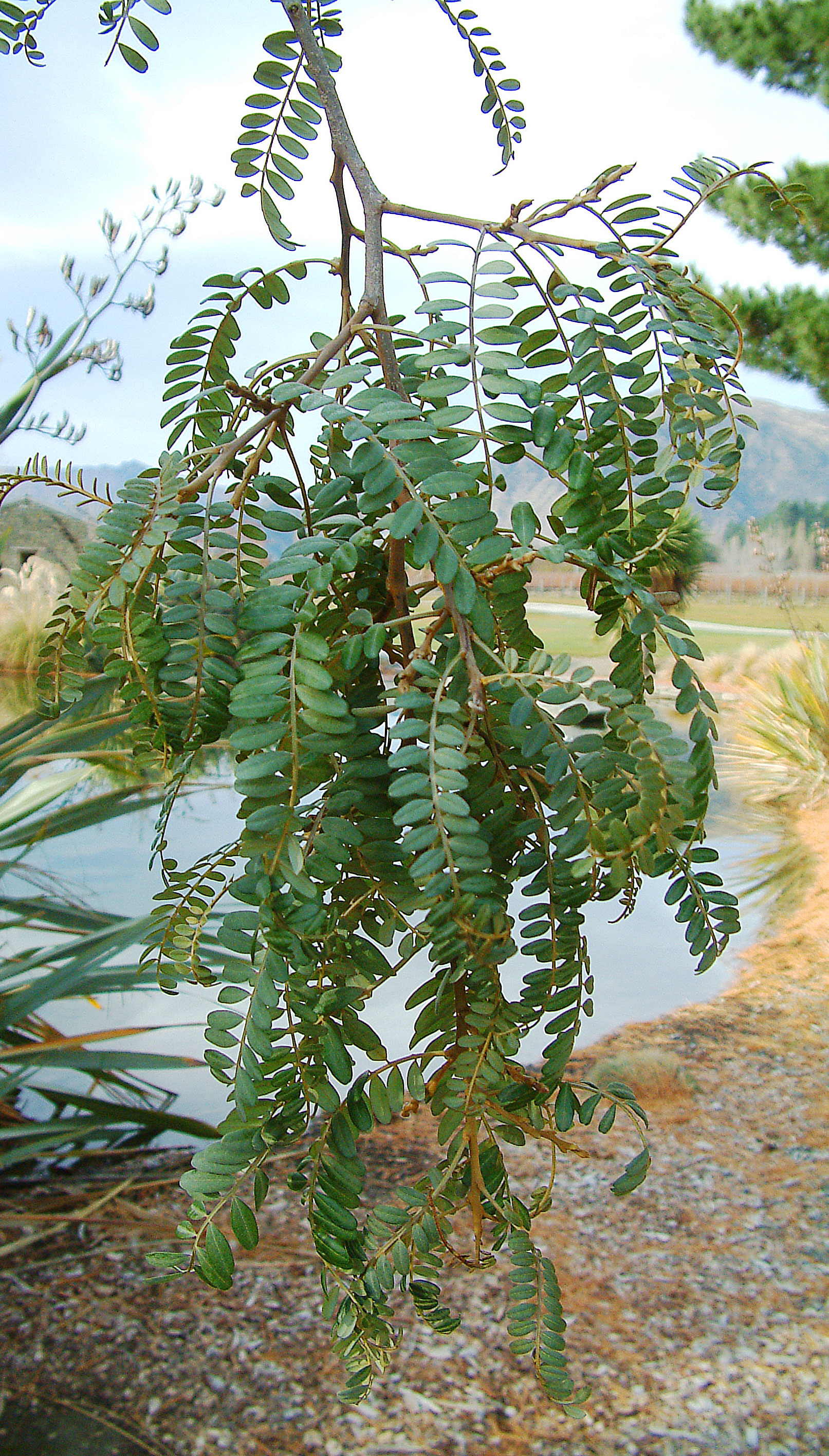
شاخ و برگ Sophora tetraptera

بیشتر گونه‌های کووای تا ارتفاع حدود ۸ متر رشد می‌کنند و پوست نسبتاً صاف با برگ‌های کوچک دارند. S. microphylla دارای برگهای کوچک (۰٫۵–۰٫۷ سانتی‌متر طول و ۰٫۳–۰٫۴ سانتی‌متر عرض) و گلهائی به طول ۲٫۵–۳٫۵ سانتی‌متر است در حالی‌که S. tetraptera دارای برگ‌هایی به طول ۱–۲ سانتی‌متر و گل‌هایی به طول ۳–۵ سانتی‌متر است.
میوهٔ کوفای نیام مخصوصی است که در بین بذرها فرورفتگی دارد و به شکل غلافی تقسیم شده‌است و هر نیام دارای شش یا بیشتر دانه صاف و سخت است. بیشتر گونه‌ها دانه‌های زرد دارند، اما Sophora prostrata دانه‌های سیاه دارد. بسیاری از گونه‌های کووای نیمه برگ‌ریز هستند و بیشتر برگ‌های خود را بلافاصله پس از گلدهی در ماه اکتبر یا نوامبر از دست می‌دهند، اما به‌سرعت برگ‌های جدیدی تولید می‌کنند. ریزش برگ‌ها سبب نمایش بهتر گل‌ها و جلب پرندگان است که در گرده‌افشانی نقش مهمی دارند.
چوب کووای متراکم و محکم است و در گذشته برای ابزار و ماشین آلات استفاده می‌شده‌است.
Sophora یکی از چهار جنس حبوبات بومی در نیوزیلند است. سه سرده دیگر عبارتند از Carmichaelia, Clianthus, و Montigena.

## سمیت
تمام قسمت‌های کووای، به ویژه دانه‌ها، برای انسان سمی هستند. با این حال، به نظر می‌رسد هیچ مورد تأیید شده‌ای از مسمومیت شدید در انسان به دنبال مصرف کووای در نیوزیلند گزارش نشده‌است.

## استفاده سنتی مائوری‌ها
به‌طور سنتی مائوری‌ها از شاخه‌های انعطاف‌پذیر به عنوان مصالح ساختمانی در خانه‌های خود و بهدام انداختن پرندگان استفاده می‌کردند. گل‌های کووای منبع رنگ زرد بودند. همچنین، هنگامی که گل‌های کووای در اواخر زمستان و اوایل بهار شکوفا می‌شوند، زمان کاشت کومارا (سیب زمینی شیرین) است.
مائوری‌ها همچنین از درخت کووای به عنوان دارو استفاده می‌کردند. پوست آن را با سنگ‌های داغ در کاسه ای گرم می‌کردند و برای درمان زخم‌ها ضماد می‌کردند یا روی کمردرد میمالیدند یا برای درمان کبودی یا دردهای عضلانی دم‌کرده می‌ساختند. اگر کسی بوسیله فوک گزیده می‌شد، دمنوشی از کووای تهیه می‌کردند و روی زخم‌اش می‌گذاشتند و می‌گفتند که بیمار ظرف چند روز بهبود می‌یابد.